# Arvid Arvé
Arvid Arvé (Arvid K Gustafsson), även känd som Glava Arvé, född 12 juni 1894 på Ängmyren i Sölje, död 1968, var en svensk konstnär och diktare.
Som liten flyttade han med sin familj till Södermanland där hans far blivit anställd som skogvaktare vid Skeppstads gods.
Han studerade vid Tekniska skolan och Althins målarskola i Stockholm, efter avslutade studier var han från 1918 och några år framåt medarbetare i tidningen Strix och arbetade tillsammans med Albert Engström. Det blev med tiden ett stort antal tidningar som införde hans dikter och teckningar, bland annat Aftontidningen i Stockholm, Göteborgs Morgonpost, Favoriten och de norska skämttidningarna Karikaturen och Korsaren.
Han for till USA 1923 där han en tid arbetade som annonstecknare och senare som shipping clerk vid Marshall Field Co. 1929 återvände han till Sverige och bosatte sig i Arvikatrakten. Han var en av initiativtagarna till bildandet av Republiken Åsen. Han har fått en gata i Arvika uppkallad efter sig.
En minnesutställning med Arvés träsnitt visades i Kil 1977.